# Jämställdhetslagen (Sverige)
Jämställdhetslagen (1991:433) var en svensk lag som hade till uppgift att främja både kvinnor och mäns lika rätt i arbetslivet. Lagen innehöll dels krav på att arbetsgivaren skall bedriva ett aktivt jämställdhetsarbete och dels förbud mot direkt och indirekt diskriminering på grund av kön. Dessutom fanns ett förbud mot sexuella trakasserier.
Lagen trädde i kraft 1991 och ersatte då Lagen om jämställdhet mellan män och kvinnor i arbetslivet (1979:1118). Lagen upphörde att gälla när den nya diskrimineringslagen trädde i kraft den 1 januari 2009. 